# Evil Twins
Pour les articles homonymes, voir Simon Says.
Pour plus de détails, voir Fiche technique et Distribution.
Evil Twins (Simon Says) est un film américain réalisé par William Dear, sorti en 2006.

## Synopsis
Cinq amis partent faire du camping dans une forêt isolée au cœur des bois. Au cours d'un ravitaillement dans une épicerie, ils font la rencontre de Stanley et de son frère Simon atteint de troubles mentaux depuis l'enfance. Leur escapade va alors tourner au cauchemar.

## Fiche technique
- Titre français : Evil Twins
- Titre original : Simon Says
- Réalisation : William Dear
- Scénario : William Dear
- Décors : Daniel Harshman
- Costumes : Breanna Price
- Photographie : Bryan Greenberg
- Montage : Chris Conlee
- Musique : Ludek Drizhal
- Production : Ernie Lively
- Pays d'origine :  États-Unis
- Langue : anglais
- Format : couleur - 1,78:1
- Genre : film d'horreur
- Durée : 87 minutes
- Interdit aux moins de 12 ans
- Dates de sortie : États-Unis : 24 septembre 2006

 Sauf indication contraire, les informations mentionnées dans cette section peuvent être confirmées par la base de données cinématographiques IMDb,  présente dans la section « Liens externes ».

## Distribution
- Crispin Glover : Simon et Stanley (jumeaux)
- Blake Lively : Jenny
- Margo Harshman : Kate
- Greg Cipes : Zack
- Kelly Vitz (en) : Ashley
- Carrie Finklea : Vickie